# Labrogomphus torvus
Labrogomphus torvus – gatunek ważki z rodziny gadziogłówkowatych (Gomphidae); jedyny przedstawiciel rodzaju Labrogomphus. Występuje w południowo-wschodnich i wschodnich Chinach; stwierdzony w prowincjach Fujian, Guangdong, Anhui, Zhejiang, regionie autonomicznym Kuangsi, Hongkongu oraz na wyspie Hajnan.